# Stryphnodendron adstringens
Stryphnodendron adstringens är en ärtväxtart som först beskrevs av Carl Friedrich Philipp von Martius, och fick sitt nu gällande namn av Frederick Vernon Coville. Stryphnodendron adstringens ingår i släktet Stryphnodendron och familjen ärtväxter. Inga underarter finns listade i Catalogue of Life.

## Bildgalleri

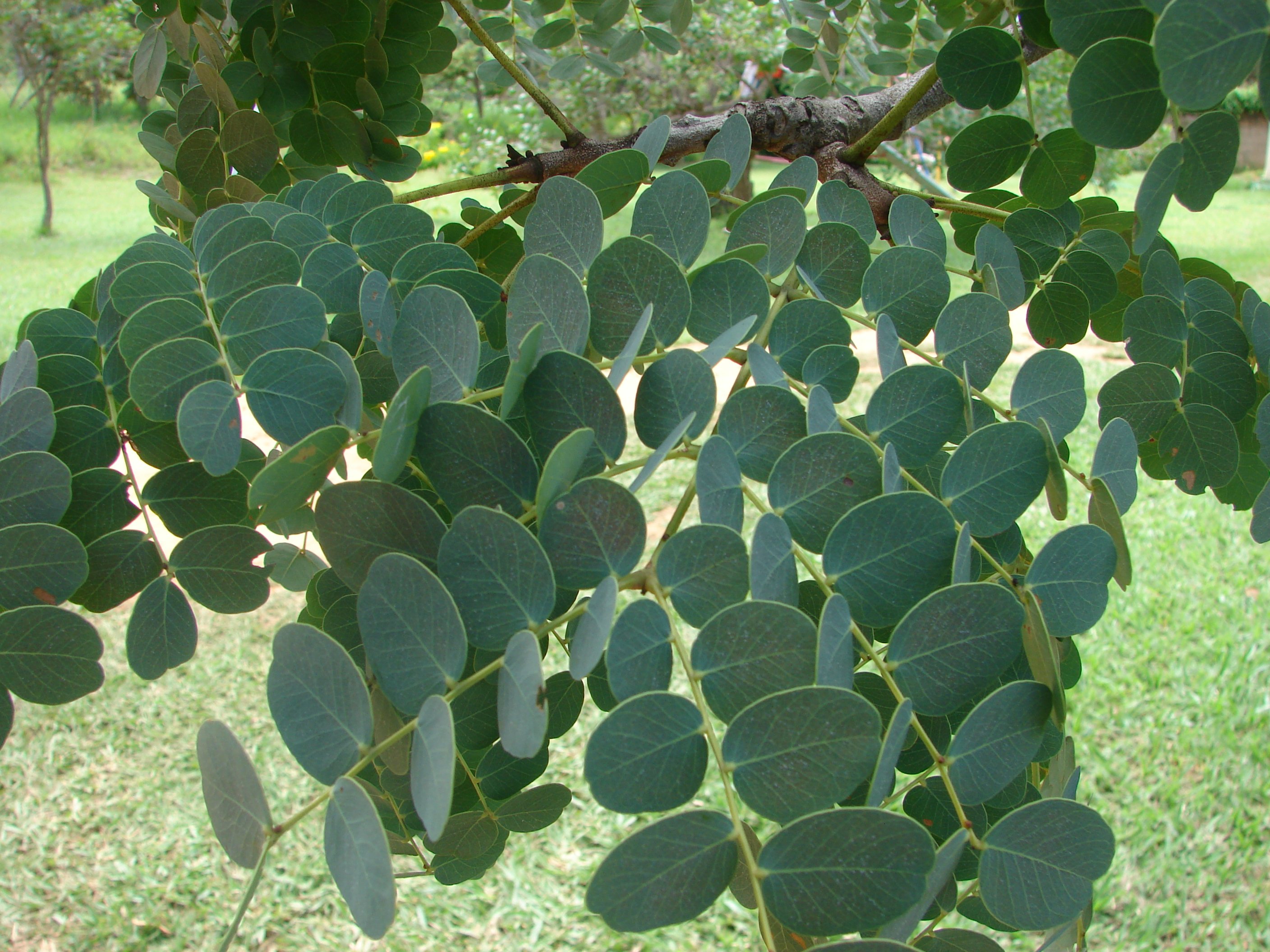
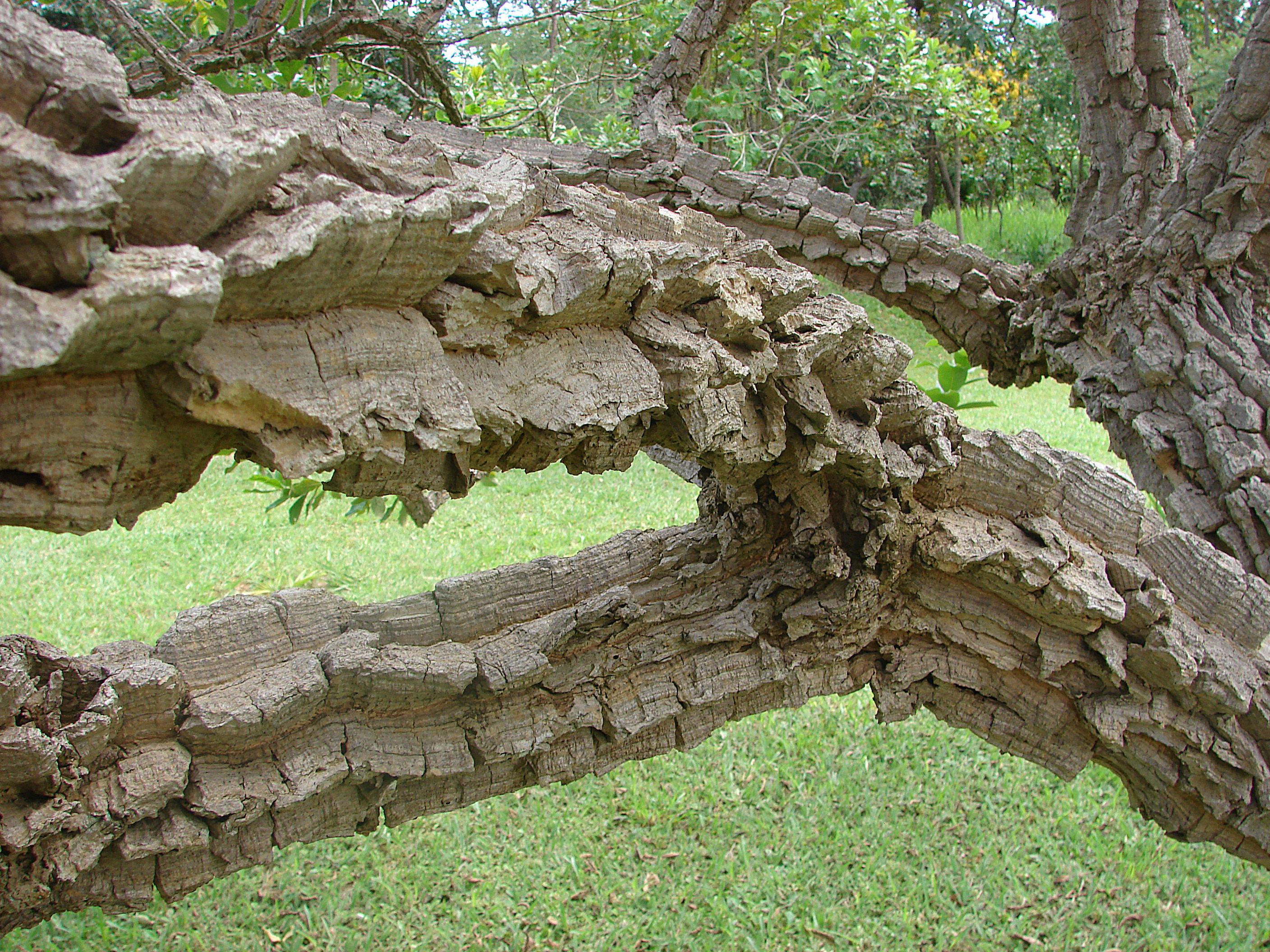
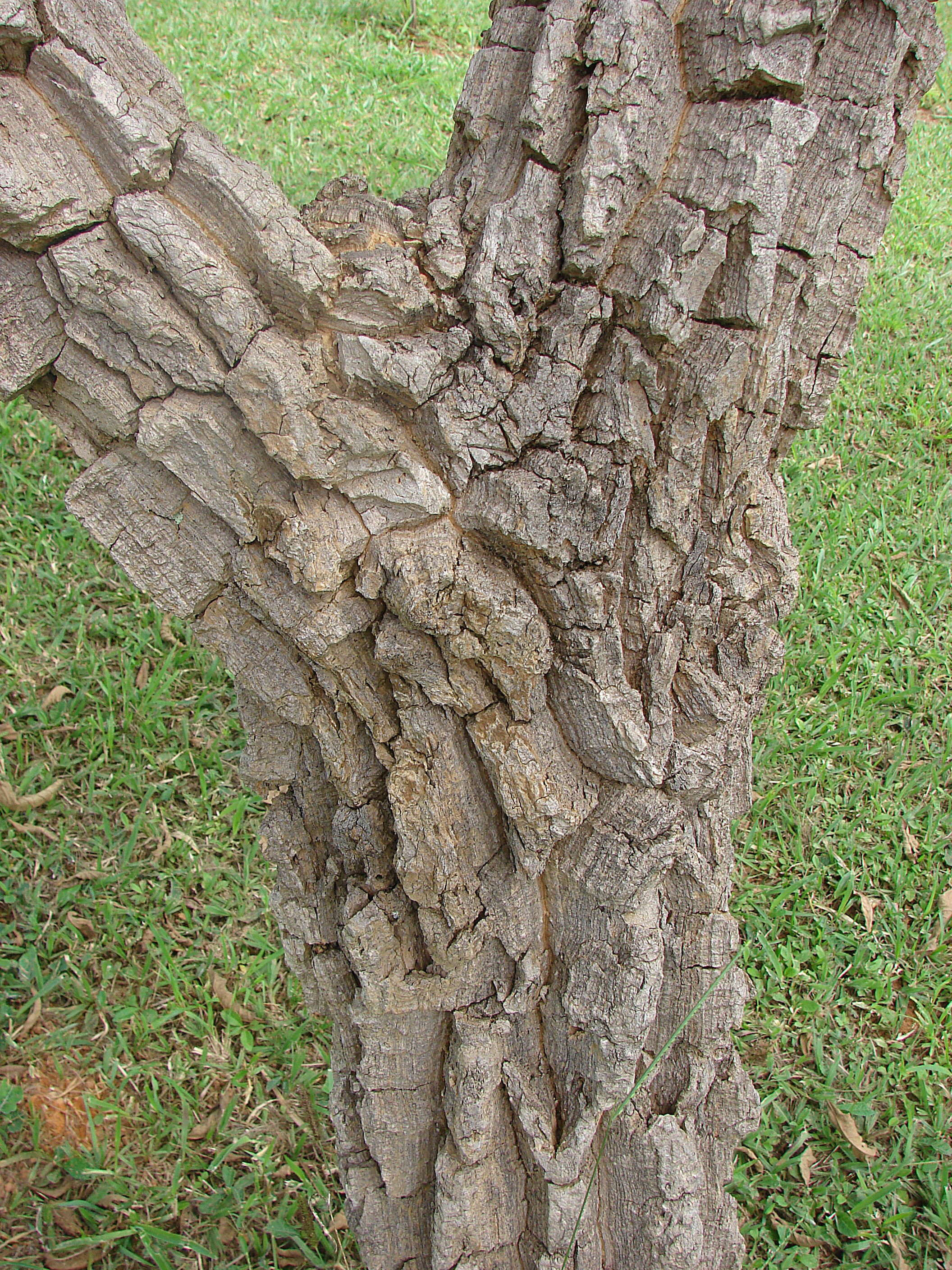
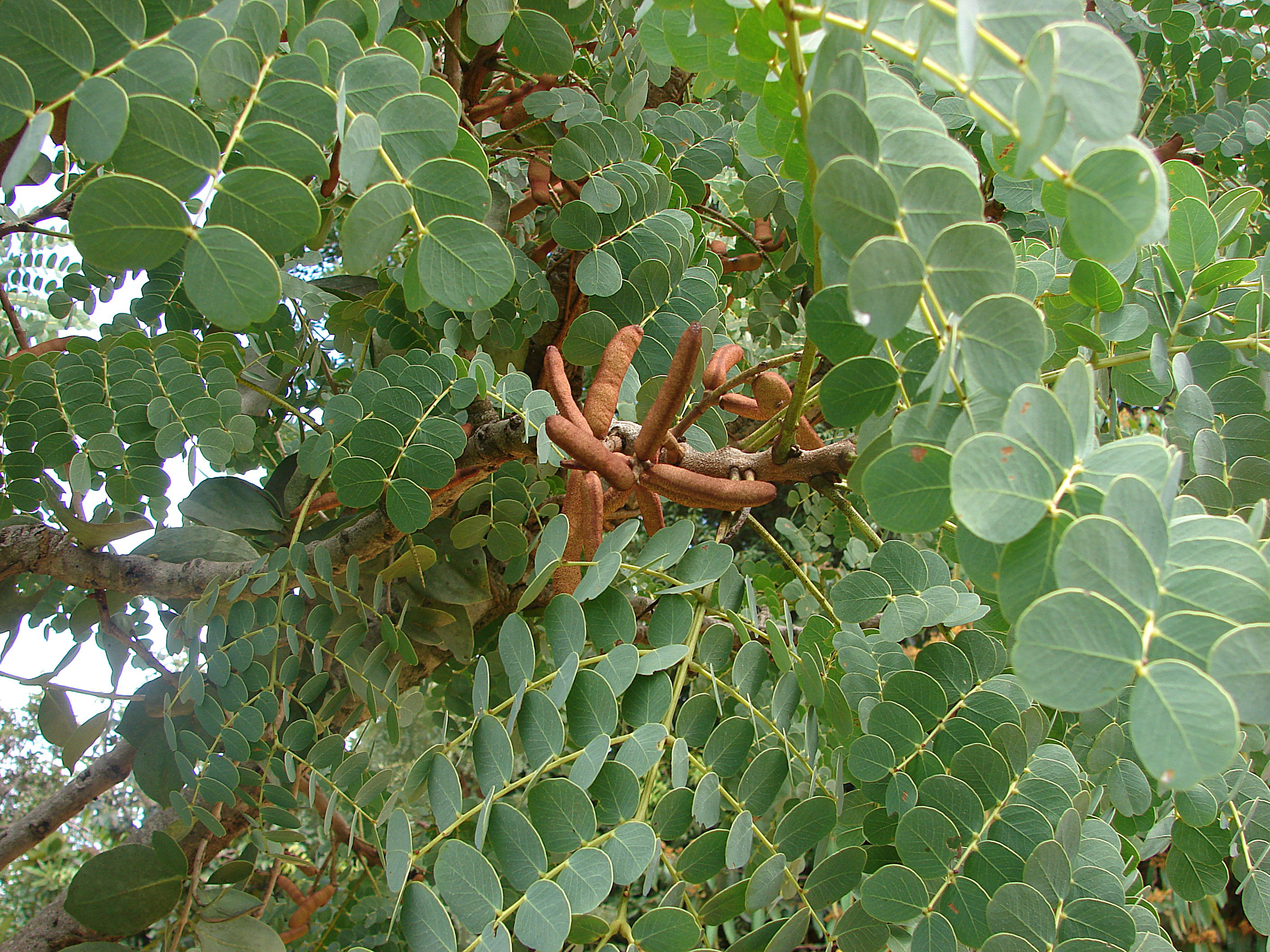
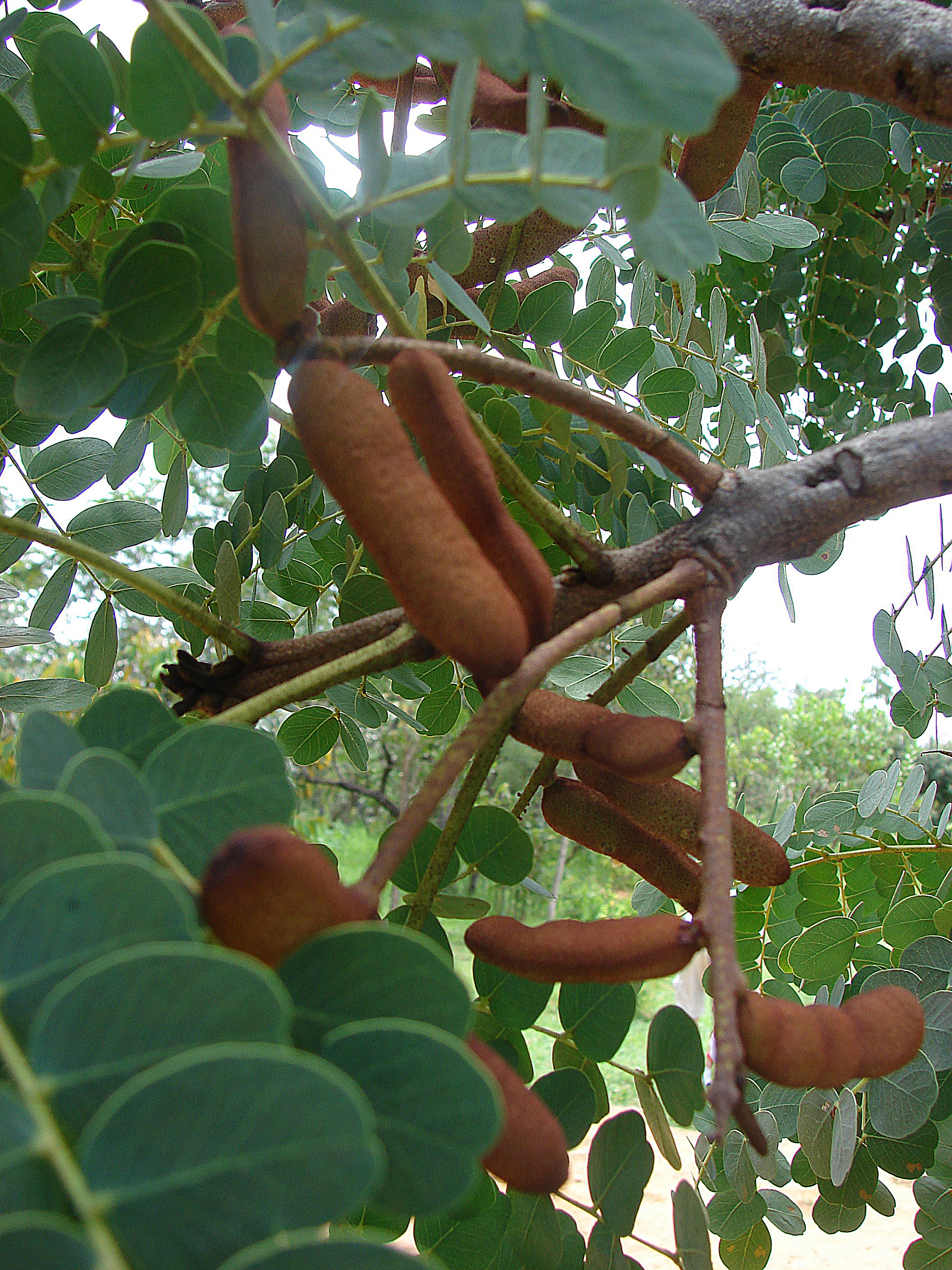